# 羅克萊恩 (印第安納州)
羅克萊恩（英語：Rocklane）是位於美國印地安納州約翰遜縣的一個非建制地區。該地的面積和人口皆未知。